# Olavo Bilac
Olavo Brás Martins dos Guimarães Bilac (Río de Janeiro, 16 de diciembre de 1865 - Río de Janeiro, 28 de diciembre de 1918) fue un poeta brasileño del movimiento Parnasianista.
Considerado uno de los más grandes poetas que han escrito en portugués, Bilac fue un maestro esculpiendo versos con una rima y una métrica cuidadosamente medidas, y al mismo tiempo protegiéndolas de parecer artificiales. Sus poemas parecen naturales e inspirados incluso aunque fueran cuidadosamente elaborados para lograr un ritmo y una forma equilibrados.

## Biografía
Bilac nació en la ciudad de Río de Janeiro, Brasil. Estudió medicina, pero dejó la carrera en el cuarto año. Intentó completar un curso de Derecho, que abandonó en el primer año. De ahí en adelante se volvió hacia el periodismo y la literatura, a los cuales había dedicado sus energías desde una corta edad.
Como activista político — apoyó el servicio militar obligatorio y la abolición de la esclavitud —, Bilac fue perseguido por las autoridades durante el gobierno de Floriano Vieira Peixoto, el segundo presidente de Brasil. Pasó unos pocos meses en la cárcel, y además se tuvo que esconder en casa de un amigo, en otro estado. Bilac es el patrón del Servicio Militar Brasileño.
Fue miembro fundador de la Academia Brasileira de Letras. Era conocido por leer los trabajos literarios más importantes del momento y declamar sus propios poemas en eventos sociales. En la cumbre de su fama, fue uno de los autores más populares de su país, habiendo ganado el título de “Príncipe de los poetas brasileños” en un concurso promovido por una revista en 1907. Fue también un formidable orador público.
Una escuela de São José dos Campos, en el estado de São Paulo, lleva su nombre. En el estado de Río Grande del Sur, en la ciudad de Santa María, hay otra escuela con el nombre del poeta.

## Poesía
El tema poético más recurrente de Bilac son las estrellas. La belleza del cielo estrellado le fascinaba, lo cual es evidente en un buen número de sus obras. Sus cientos de poemas — la mayoría de los cuales están en forma de soneto — hablan también sobre el amor, Dios, el erotismo, héroes, bandeirantes, Brasil, el tiempo, la mitología griega, y una gran cantidad de otros temas.
Fue también el autor de la letra del Himno a la Bandera Nacional de Brasil.